# Chaiwat Rattana
Chaiwat Rattana (en tailandés: ชัยวัฒน์ รัตนะ; 26 de mayo de 1996) es un deportista tailandés que compite en atletismo adaptado. Ganó dos medallas en los Juegos Paralímpicos de París 2024.

## Palmarés internacional
| Juegos Paralímpicos | Juegos Paralímpicos | Juegos Paralímpicos | Juegos Paralímpicos |
| Año                 | Lugar               | Medalla             | Prueba              |
| ------------------- | ------------------- | ------------------- | ------------------- |
| 2024                | París (Francia)     | Medalla de oro      | 100 m T34           |
| 2024                | París (Francia)     | Medalla de plata    | 800 m T34           |